# Экст, Уильям
Уильям Экст (англ. William Axt; 19 апреля 1888 — 13 февраля 1959) — американский композитор и дирижёр, написавший музыку к значительному числу голливудских фильмов.
Уильям Экст родился 19 апреля 1888 года в Нью-Йорке. Он получил образование в высшей школе DeWitt Clinton в Бронксе и учился в Национальной консерватории Америки. В дальнейшем Экст работал помощником дирижёра в Hammerstein Grand Opera Company, в 1919 году он стал музыкальным директором манхэттенского театра «Капитолий», а затем возглавил музыкальный департамент кинокомпании «Metro Goldwyn Mayer» (MGM). В 1922 году Экст получил степень доктора музыкальных искусств в Чикагском университете, а в 1924 году вступил в ASCAP.
Среди фильмов, музыку к которым написал Уильям Экст, можно отметить «Пленник Зенды» (1922), «Алчность» (1924), «Большой парад» (1925), «Бен-Гур: история Христа» (1925), «Дон Хуан» (1926), «Богема» (1926), «Camille» (1927), «Белые тени на южных морях» (1928), «Наши танцующие дочери» (1928), «Казаки» (1928), «Прошлое Мистера Чейни» (1929), «Мадам X» (1929), «Сюзанна Ленокс (её падение и взлет)» (1931), «Частные жизни» (1931), «Маска Фу Манчу» (1932), «Гранд-отель» (1932), «Обед в восемь» (1933), «Сыновья пустыни» (1933), «Мужчины в белом» (1934), «Вы не можете купить всё (англ. You Can't Buy Everything)» (1934), «Тонкий человек» (1934), «Дэвид Коперфилд» (1935), «Требуется хозяин» (1936), «Оклеветанная леди» (1936), «Малышка Нелли Келли» (1940), «Мадам Кюри» (1943) и ряд других.
После ухода на покой Уильям Экст выращивал крупный рогатый скот и породистых лошадей на своем ранчо «A-X-T» в местечке Лейтонвилл калифорнийского округа Мендосино. Умер там же, в Мендосино, в городке Юкайа 13 февраля 1959 года.